# Greenwich Borough FC
Greenwich Borough FC (celým názvem: Greenwich Borough Football Club) je anglický fotbalový klub, který sídlí v jihovýchodním Londýně. Založen byl v roce 1928 pod názvem Woolwich Borough Council AC. Od sezóny 2018/19 hraje v Isthmian League South East Division (8. nejvyšší soutěž). Klubové barvy jsou červená a černá.
Své domácí zápasy odehrává na stadionu Badgers Sports Ground s kapacitou 1 000 diváků.

## Historické názvy
Zdroj: 
- 1928 – Woolwich Borough Council AC (Woolwich Borough Council Athletic Club)
- 1965 – London Borough of Greenwich FC (London Borough of Greenwich Football Club)
- 1984 – Greenwich Borough FC (Greenwich Borough Football Club)

## Úspěchy v domácích pohárech
Zdroj: 
- FA Cup
  - 4. předkolo: 2014/15
- FA Trophy
  - Preliminary Round: 2016/17, 2017/18
- FA Vase
  - 5. kolo: 2007/08

## Umístění v jednotlivých sezonách
Stručný přehled
Zdroj: 
- 1980–1984: London Spartan League (Premier Division)
- 1984–1998: Kent Football League (Division One)
- 1998–2013: Kent Football League (Premier Division)
- 2013–2016: Southern Counties East League
- 2016–2018: Isthmian League (Division One South)
- 2018– : Isthmian League (South East Division)

Jednotlivé ročníky
Zdroj: 
Legenda: Z – zápasy, V – výhry, R – remízy, P – porážky, VG – vstřelené góly, OG – obdržené góly, +/- – rozdíl skóre, B – body, červené podbarvení – sestup, zelené podbarvení – postup, fialové podbarvení – reorganizace, změna skupiny či soutěže
| Sezóny  | Liga                                    | Úroveň | Z  | V  | R  | P  | VG  | OG | +/- | B  | Pozice |
| ------- | --------------------------------------- | ------ | -- | -- | -- | -- | --- | -- | --- | -- | ------ |
| 2009/10 | Kent Football League (Premier Division) | 9      | 30 | 14 | 8  | 8  | 52  | 39 | +13 | 50 | 5.     |
| 2010/11 | Kent Football League (Premier Division) | 9      | 30 | 16 | 2  | 12 | 65  | 42 | +23 | 50 | 4.     |
| 2011/12 | Kent Football League (Premier Division) | 9      | 30 | 5  | 4  | 21 | 29  | 73 | -44 | 19 | 16.    |
| 2012/13 | Kent Football League (Premier Division) | 9      | 32 | 6  | 5  | 21 | 33  | 93 | -60 | 23 | 15.    |
| 2013/14 | Southern Counties East League           | 9      | 32 | 15 | 2  | 15 | 71  | 63 | +8  | 47 | 9.     |
| 2014/15 | Southern Counties East League           | 9      | 38 | 22 | 8  | 8  | 88  | 49 | +39 | 74 | 4.     |
| 2015/16 | Southern Counties East League           | 9      | 36 | 26 | 7  | 3  | 121 | 50 | +71 | 85 | 1.     |
| 2016/17 | Isthmian League (Division One South)    | 8      | 46 | 30 | 5  | 11 | 102 | 52 | +50 | 95 | 3.     |
| 2017/18 | Isthmian League (Division One South)    | 8      | 46 | 25 | 12 | 9  | 99  | 46 | +53 | 87 | 4.     |
| 2018/19 | Isthmian League (South East Division)   | 8      | 38 |    |    |    |     |    |     |    |        |